# 広小路通 (名古屋市の町名)
広小路通（ひろこうじとおり）は、愛知県名古屋市中区にあった町名。1～7丁目で構成されていた。

## 地理
現在の道路愛称としての広小路通（愛知県道60号名古屋長久手線）沿いに位置し、栄町（現在の「栄」）に接していた。

## 歴史

### 沿革
- 1936年（昭和11年）1月1日 - 中区新柳町・天王崎町・南桑名町・南長島町・八百屋町および西区木挽町・竪三ツ蔵町・中ノ町・下園町・伊倉町・桶屋町・島田町・下長者町の各一部より、中区広小路通が成立[3]。町丁の対照は以下の通り[4]。
  - 広小路通1丁目：新柳町1丁目の全部と、天王崎町、木挽町8丁目、竪三ツ蔵町1丁目の各一部
  - 広小路通2丁目：新柳町2丁目の全部と、竪三ツ蔵町1丁目、中ノ町1丁目の各一部
  - 広小路通3丁目：新柳町3丁目の全部と、中ノ町1丁目、下園町4丁目の各一部
  - 広小路通4丁目：新柳町4丁目の全部と、下園町4丁目、伊倉町4丁目の各一部
  - 広小路通5丁目：新柳町5丁目の全部と、伊倉町4丁目、桶屋町5丁目の各一部
  - 広小路通6丁目：新柳町6丁目の全部と、南桑名町1丁目、南長島町1丁目、桶屋町5丁目の各一部
  - 広小路通7丁目：新柳町7丁目の全部と、南長島町1丁目、八百屋町1丁目、島田町5丁目、下長者町4丁目の各一部
- 1944年（昭和19年）2月11日 - 行政区変更に伴い、栄区所属となる[3]。
- 1945年（昭和20年）11月3日 - 栄区の中区への統合に伴い、再び中区所属となる[3]。
- 1966年（昭和41年）3月30日 - 1～3丁目および4丁目の一部が栄一丁目・錦一丁目、4丁目の一部および5～7丁目が栄二丁目・錦二丁目となり廃止[3][5]。